# Cyrioctea
Cyrioctea es un género de arañas cazadoras de hormigas del orden Araneae. Fue descrito por Eugène Simon en 1889.

## Especies
- Cyrioctea aschaensis Schiapelli y Gerschman, 1942
- Cyrioctea calderoni Platnick, 1986
- Cyrioctea cruz Platnick, 1986
- Cyrioctea griswoldorum Platnick y Jocqué, 1992
- Cyrioctea hirsuta Platnick y Griffin, 1988
- Cyrioctea islachanaral Grismado y Pizarro-Araya, 2016
- Cyrioctea lotzi Jocqué, 2013
- Cyrioctea marken Platnick y Jocqué, 1992
- Cyrioctea mauryi Platnick, 1986
- Cyrioctea namibensis Platnick y Griffin, 1988
- Cyrioctea raveni Platnick y Griffin, 1988
- Cyrioctea sawadee Jocqué, 2013
- Cyrioctea spinifera (Nicolet, 1849)
- Cyrioctea whartoni Platnick y Griffin, 1988